# روبرت غريفيثز (فيزيائي)
روبرت غريفيثز (بالإنجليزية: Robert Griffiths)‏ هو فيزيائي أمريكي، ولد في 25 فبراير 1937 في Etah ‏ في الهند.

## الجوائز والتكريم
- جائزة داني هينمان للفيزياء الرياضية (1984).[5]